# Ԏ
Ԏ, ԏ (в Юникоде называется коми те) — буква расширенной кириллицы. Использовалась в алфавите В. А. Молодцова — первом из официально утверждённых алфавитов письменности коми, действовавшим в 1918—1932 и 1936—1938 годах; где была 27-й буквой по счёту. Обозначает звук [tʲ]. Происходит от буквы кириллицы Т.